# Wspólnota administracyjna Haßmersheim
Wspólnota administracyjna Haßmersheim – wspólnota administracyjna (niem. Vereinbarte Verwaltungsgemeinschaft) w Niemczech, w kraju związkowym Badenia-Wirtembergia, w rejencji Karlsruhe, w regionie Rhein-Neckar, w powiecie Neckar-Odenwald. Siedziba wspólnoty znajduje się w miejscowości Haßmersheim, przewodniczącym jej jest Marcus Dietrich.
Wspólnota administracyjna zrzesza dwie gminy wiejskie:
- Haßmersheim, 4 908 mieszkańców, 19,15 km²
- Hüffenhardt, 2 042 mieszkańców, 17,62 km²